# رخاش الهادي
هلبوت الهادي أو رخاش الهادي (الاسم العلمي Hippoglossus stenolepis)، سمكة بحرية بالغة الكبر من فصيلة أسماك مفلطحة يمينية العيون وتتبع جنس الرخاش. موطنه الأصلي شمال المحيط الهادي.